# Vok Dams

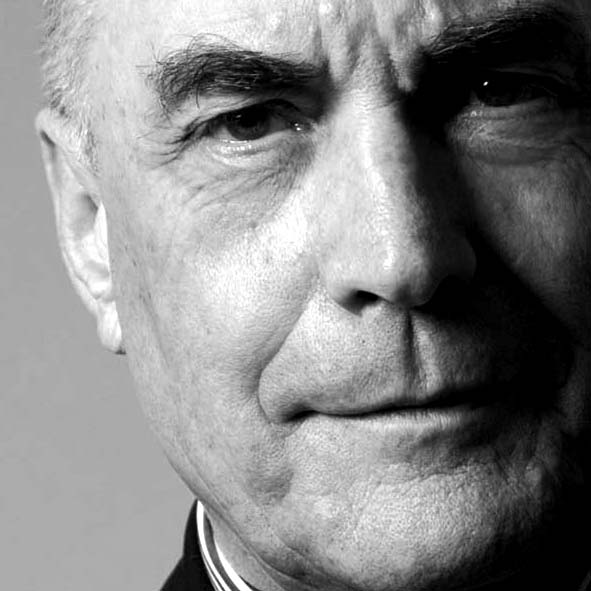
Vok Dams

Volkwart „Vok“ Dams (* 16. Mai 1938 in Wuppertal; † 19. Mai 2023) war ein deutscher Unternehmer und Pionier für Eventmarketing in Deutschland. Er betrieb ein Unternehmen für Eventmarketing, war Gründer und geschäftsführender Gesellschafter der gleichnamigen Agentur Vok Dams Gesellschaft für Kommunikation mbH sowie der Vok Dams Medien GmbH.

## Leben
Vok Dams startete seine Laufbahn als Fotograf. Von 1956 bis 1959 studierte er an der Fachhochschule Köln und schloss sein Studium als Foto-Ingenieur ab (Dipl.-Ing. Technisch-Wissenschaftliche Fotografie und Dipl.-Ing. Gestalterische Fotografie). 1961 folgte die Meisterprüfung im Fotografenhandwerk (Fotografen-Meister). Aus dem 1962 gegründeten Fotoatelier wurde eine Werbeagentur (Grafik und Fotografie). Ab 1967 waren die Schwerpunkte „Audiovisuelle Kommunikation mit Tonbildschau und Multivision“.
Als Dozent an der Fachhochschule Dortmund (1968–1971), Fachhochschule Bielefeld und Gesamthochschule Essen (1973–1974) sowie der Gesamthochschule Kassel (1975–1977) beschäftigte er sich mit den Möglichkeiten der audiovisuellen Kommunikation im Rahmen langfristiger Kommunikationsstrategien.
1975 gründete er die Vok Dams Gruppe, eine Agentur, die sich mit Kommunikations-, Medien- und Veranstaltungsprogrammen zu einer der führenden Live-Marketing-Agenturen entwickelte. 2005 schuf er zusammen mit seinem Sohn Colja M. Dams das Vok Dams : ILM, das Institut für Live-Marketing, dessen Präsident er war. 2009 folgte die Vok Dams.Consulting GmbH als Beratungsunternehmen, in welches das Institut heute integriert ist.
Vok Dams war Gründungsmitglied des FME – Forum Marketing-Eventagenturen und war bis 2005 dessen Präsident. Als ehemaliger stellvertretender Vorsitzender des Dachverbandes FAMAB Kommunikationsverband (ehemals FAMAB Verband Direkte Wirtschaftskommunikation), prägte er die Entwicklung der Kommunikationsbranche in den Bereichen Events und Live-Marketing nachhaltig mit.
Nachdem Vok Dams am 16. Mai 2023 noch seinen 85. Geburtstag gefeiert hatte, verstarb er wenige Tage darauf „plötzlich und unerwartet nach kurzer, schwerer Krankheit“.

## Publikationen
- Vok Dams und Colja M. Dams: Code Rouge – Gesetze des Erfolgs für Events und Live-Marketing, Frankfurter Allgemeine Buch, Auflage: 1 (1. März 2008), ISBN 978-3-89981-166-7
- Vok Dams: 50 Jahre KommunikationDirekt: Entstehung und Entwicklung von Event- und Live-Marketing, Müller + Busmann, Auflage: 1 (31. Oktober 2012), ISBN 978-3-941217-04-1
- Kapitel Entstehung und Zukunft der Direkten Wirtschaftskommunikation in  Schauplätze dreidimensionaler Markeninszenierung: Innovative Strategien und Erfolgsmodelle erlebnisorientierter Begegnungskommunikation. Brand Parks – Museen – Flagship Stores – Messen – Events, Nicolai O. Herbrand (Hrsg.), Edition Neues Fachwissen GmbH, Auflage: 1 (23. Juli 2008), ISBN 978-3-9811220-2-2
- Kapitel Prominenz belebt das (Kommunikations-)Geschäft – Event-Marketing mit Prominenten in Business-to-Business-Marketing, Dieter Lübcke (Herausgeber), Raimund Petersen (Herausgeber), Verlag Schäffer-Poeschel, Stuttgart (Oktober 1999), ISBN 978-3-7910-1020-5